# All This Time (Sting-Lied)

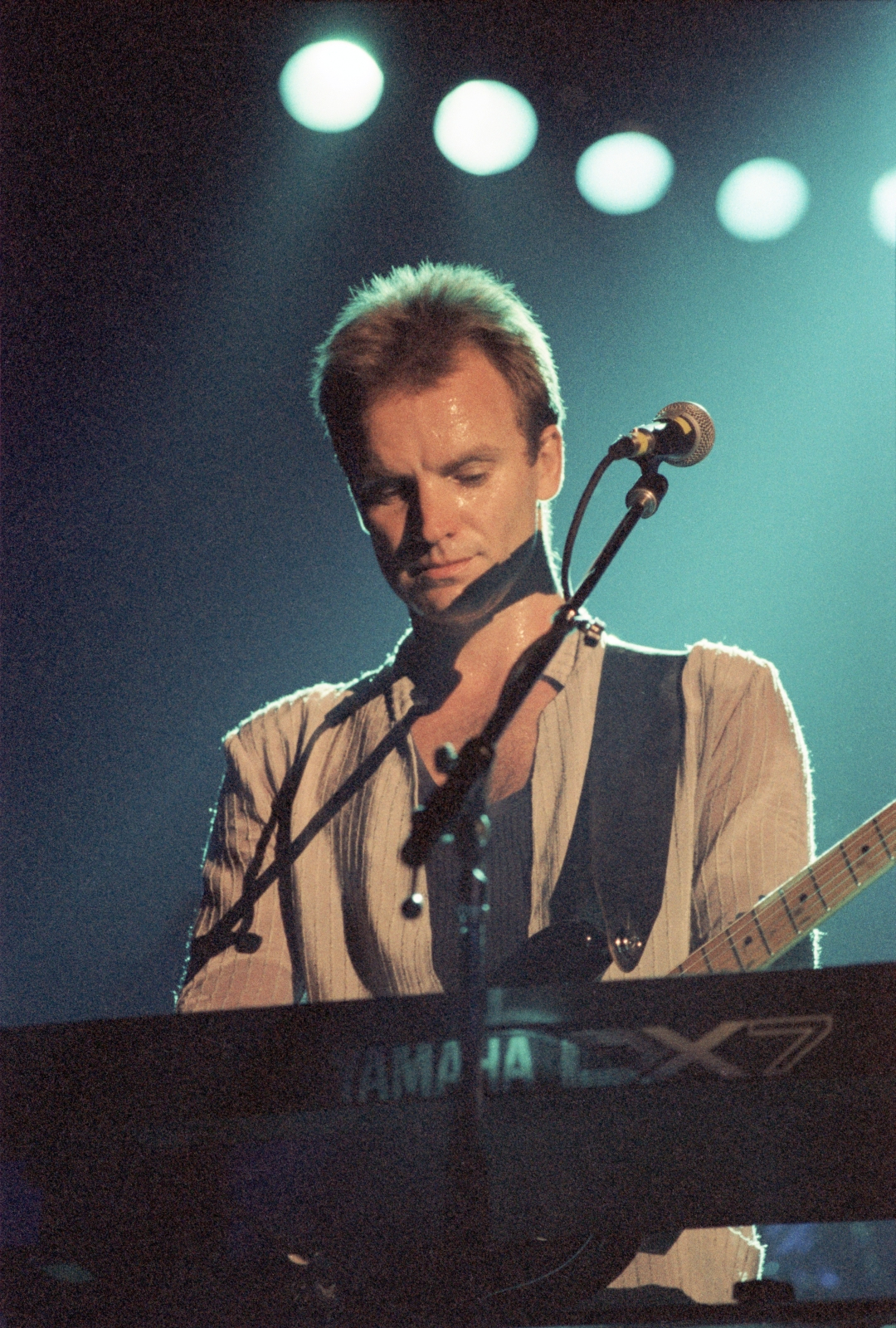
Sting (1986)

All This Time ist ein Lied des englischen Musikers Sting, das am 31. Dezember 1990 als erste Single aus seinem dritten Studioalbum The Soul Cages (1991) veröffentlicht wurde. Der Song war in Nordamerika ein Charterfolg und erreichte Platz 5 der US Billboard Hot 100.

## Liedtext
Der Text bezieht sich auf den Tod von Stings Vater, symbolisiert durch das Bild des kleinen Jungen Billy, der beim Tod seines Vaters wünscht, ihn auf See zu begraben, anstatt die katholischen Riten zu befolgen:

„Zwei Priester stehen am Sterbebett von Billys Vater - er ist bei einem Werftunfall verletzt worden - und Billy will nicht das Ritual, das ihm vorgesetzt wird, er will seinen Vater mitnehmen und ihn auf dem Meer begraben.“

Die fröhliche Melodie des Lieds konterkariert den düsteren Text:

„Es geht um den Tod meines Vaters, also ist die Platte ziemlich düster, aber in diesem Song werden die Worte durch eine ziemlich fröhliche Melodie überspielt. Das ist etwas, was ich sehr gerne mache, nämlich dunkle Themen mit fröhlicher Musik zu kombinieren. Nein, es basiert nicht auf einem Traum. Der Text wirkt surreal, aber es sind alles Bilder, die ich aus meiner Heimatstadt in Erinnerung habe: Fähren, Priester, Shire Horses. Ich bin in der Nähe der Werften aufgewachsen. Ich wollte einfach nur fliehen. Ich nehme an, es war ein ziemlich surrealer Ort. Es ist die Landschaft meiner Träume.“

Die imaginäre Figur Billy wird auch im Text des ersten Lieds von The Soul Cages, Island of Souls, erwähnt.

## Liveaufführungen
All This Time eröffnete das Set der The Soul Cages Tour. Danach wurde der Song erst wieder im Jahr 2000 während der Brand New Day-Tournee gespielt. Der Song gab dem Live-Album ...All This Time seinen Namen, das am 11. September 2001 in Stings Villa in der Toskana aufgenommen wurde.
Das Musikvideo spiegelt den schwarzen Humor des Songs und spielt an Bord eines Kreuzfahrtschiffs, das ständig hin und her kippt. Es zeigt Melanie Griffith als Maniküre und Stings Frau Trudie Styler als Dienstmädchen und stellt die überfüllte Kabinenszene aus dem Film A Night at the Opera der Marx Brothers von 1935 nach. Während sich Stings Kabine langsam mit Menschen füllt, tauchen die beiden im Text erwähnten Priester aus einer Badewanne auf, zum Entsetzen eines Jungen, der sie gerade benutzt. Die Possen auf dem Schiff veranlassen einen Mann auf einem Steg, seinen Versuch, sich zu ertränken, aufzugeben und stattdessen an Bord zu kommen.
Die letzte Strophe wird von einem Varietékünstler unterstrichen, der versucht, eine Tanznummer aufzuführen, während sich das Scheinwerferlicht immer wieder von ihm wegbewegt; schließlich hat er die Nase voll und stürmt von der Bühne. Am Ende des Videos wirft Sting sein Gepäck aus dem Bullauge der Kabine, springt hinterher und schwimmt im Meer.

## Chartplatzierungen
| ChartsChartplatzierungen       | Höchstplatzierung | Wochen |
| ------------------------------ | ----------------- | ------ |
| Deutschland (GfK)              | 22 (23 Wo.)       | 23     |
| Österreich (Ö3)                | 23 (3 Wo.)        | 3      |
| Schweiz (IFPI)                 | 18 (5 Wo.)        | 5      |
| Vereinigtes Königreich (OCC)   | 22 (4 Wo.)        | 4      |
| Vereinigte Staaten (Billboard) | 5 (15 Wo.)        | 15     |

| ChartsJahrescharts (1991)      | Platzierung |
| ------------------------------ | ----------- |
| Deutschland (GfK)              | 80          |
| Vereinigte Staaten (Billboard) | 92          |